# Poul Neble Jensen
Poul Neble Jensen, født 1931, er en dansk atlet og medlem af Akademisk Idrætsforening. Han vandt det danske meterskab i højdespring 1951.

## Danske mesterskaber
- Poul Neble blev Danmarksmester i højdespring i 1951 med dette spring Guld 1951 Højdespring 1,85
- Bronze 1950 Højdespring 1,80

## Personlig rekord
- Højdespring 1,85 1950